# جمعية مرشدات ماليزيا

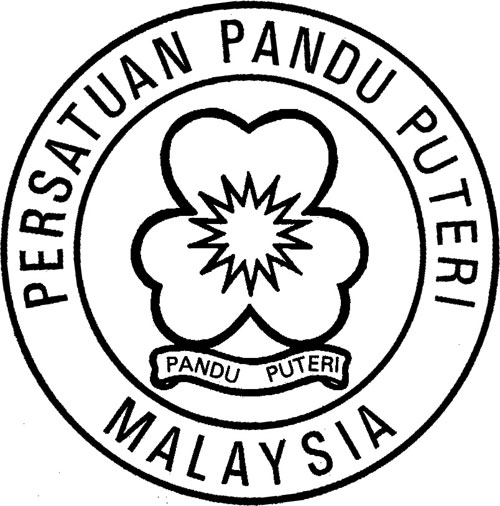
شعار جمعية مرشدات ماليزيا.

جمعية مرشدات ماليزيا هي المنظمة الإرشادية الوطنية في ماليزيا. تأسست الجمعية في عام 1916، وأصبحت المنظمة عضوا كامل العضوية في الرابطة العالمية للمرشدات وفتيات الكشافة في عام 1960. المنظمة للبنات فقط وتحوي 73,915 عضوا (اعتبارا من عام 2008). 